# Джеймс, Элмор
Элмор Джеймс (англ. Elmore James; 27 января 1918 — 24 мая 1963) — американский блюзовый гитарист, певец, автор песен. Первооткрыватель техники игры слайдом на электрогитаре; один из наиболее выдающихся музыкантов эпохи расцвета чикагского блюза, чьи новации оказали огромное влияние и на дальнейшее развитие блюза, и на формирование рок-музыки.
В 1980 году его имя было (в числе первых номинантов) включено в Зал славы блюза, а в 1992 году — в Зал славы рок-н-ролла.

## Биография
Родился в общине Ричленд, округ Холмс, штат Миссисипи. Элмор начал играть с 12 лет, используя самодельный однострунный инструмент. Музыкальная карьера началась с выступлений на танцах под именами Cleanhead и Joe Willie James.
Элмору Джеймсу доводилось выступать с такими именитыми сегодня современниками как Сонни Бой Уильямсон II и Роберт Джонсон. С Джонсоном он познакомился приблизительно в 1937 году и перенял у него некоторые элементы как исполнения блюза на гитаре, так и техники игры слайдом. На Элмора Джеймса также повлияли Кокомо Арнольд и Тампа Ред (несколько песен Тампы Реда были записаны с участием Элмора Джеймса). Примерно тогда же Элмор Джеймс познакомился с Райсом Миллером, который впоследствии станет известен как Сонни Бой Уилльямсон II. Они часто выступали дуэтом.
В годы второй мировой войны Элмор Джеймс служил на флоте. После демобилизации он возвращается в Миссисипи и поселяется в Кэнтоне со своим братом Робертом Холстоном. Там Элмор Джеймс организовал первый в регионе электрический блюз-бэнд, играющий через усилители.
В 1951 году он начинает записываться на небольшом лейбле Trumpet Records, сначала как приглашённый музыкант с Сонни Бой Вильямсоном и Вилли Лавом, затем уже как сольный исполнитель дебютирует с синглом «Dust My Broom». Запись представляла собой авторизованный вариант блюза Роберта Джонсона. Сингл вышел в 1952 году и стал одним из ритм-н-блюзовых бестселлеров года. Более крупные фирмы звукозаписи предлагали Элмору Джеймсу заключить с ними контракт.
Элмор Джеймс разрывает контракт с Trumpet и подписывает с Bihari Brothers. Песня «I Believe» становится популярной в следующем году. В 1950-х годах Элмор Джеймс сотрудничал также с лейблами Flair Records и Meteor Records, Modern Records, Chess Records, Chief Records.
В 1959 году он начинает сотрудничать с лейблом Fire Records, где он делает свои лучшие записи: «The Sky Is Crying», «My Bleeding Heart», «Stranger Blues», «Look On Yonder Wall», «Done Somebody Wrong», «Shake Your Moneymaker».

### Смерть
Здоровье Элмора Джеймса было серьёзно подорвано нездоровым образом жизни, особенно — неумеренным потреблением алкоголя. В 1963 году у Джеймса ухудшилось состояние здоровья, вследствие чего он отказался от запланированных туров. 24 мая 1963 года у Джеймса, который в тот момент находился в Чикаго, случился инфаркт, перед поездкой в Европу в рамках Американского фолк-блюзового фестиваля. Музыкант скончался на 46-м году жизни. Расходы на погребение взял на себя Чикагский ди-джей Биг Билл Хилл.
Музыканта похоронили на кладбище баптистской церкви в Ньюпорте, округ Холмс, штат Миссисипи. Надгробный камень на могиле Джеймса установлен 10 декабря 1992 года на средства владельца Capricorn Records Фила Волдена. На лицевой стороне чёрного гранита — бронзовое скульптурное изображение Джеймса с гитарой и подписью, высеченной в камне: «The King of the Slide Guitar» (Король слайд-гитары). На обратной стороне — строка песни «The Sky Is Crying»: «The Sky Is Cryin'… Look at the Tears Roll Down the Street» (Плачут небеса… Взгляни как слёзы текут по улице).
Продюсер Бобби Робинсон позже вспоминал тот день: «Я не видел как он умер, и когда узнал об этом, я был очень расстроен». Кузен Элмора Хоумсик Джеймс, который с ним жил, рассказывал: «Он сидел на стуле и одевался, так как собирался ехать в клуб. Другие музыканты ждали его в авто. И вдруг он почувствовал боль и упал на пол. Он уже пережил один сердечный приступ, и я понял, что Элмор мёртв. Это было шоком и большой потерей для всех нас».
После смерти Джеймса Робинсон основал студию звукозаписи «Enjoy Records» и выпустил старый материал певца, записанный на разных лейблах. Весной 1965 композиция «It Hurts Me Too» (Enjoy 2015) заняла 15-е место в хит-параде Billboard.

## Дискография
- Blues After Hours (Crown 5168, 1961)
- The Best Of (Sue 918 [UK], 1965)
- The Sky Is Crying (Sphere Sound 7002, 1965)
- Memorial Album (Sue 927 [UK], 1965)
- The Blues In My Heart, The Rhythm In My Soul (re-release of Blues After Hours) (United 716, 1966)
- The Blues In My Heart, The Rhythm In My Soul (re-release of Blues After Hours) (Custom 2054, 1966)
- Original Folk Blues (Kent 522, 1967)
- I Need You (Sphere Sound 7008, 1967)
- The Late Fantastically Great (re-release of Blues After Hours) (Ember 3397 [UK], 1968)
- Tough (Chess recordings plus tracks by John Brim) (Blue Horizon 7-63204 [UK], 1968)
- Something Inside of Me (Bell 104, 1968)
- The Legend Of Elmore James (Kent 9001, 1969)
- Elmore James (Bell 6037, 1969)
- Whose Muddy Shoes (plus tracks by John Brim) (Chess 1537, 1969)
- The Resurrection Of Elmore James (Kent 9010, 1969)
- To Know A Man [2LP] (Blue Horizon 7-66230 [UK], 1969)
- King of the Slide Guitar (1983)
- King of the Slide Guitar (1992)
- Charly Blues Masterworks Volume 28: Standing at the Crossroad (1993)
- The Sky Is Crying: The History Of Elmore James (1993)
- Rollin’ And Tumblin' (1999)
- Legends Of Blues, Pickin' The Blues ; The Greatest Hits (2002)
- King of the Slide Guitar: The Complete Trumpet, Chief and Fire Sessions (2005)
- A Proper Records Introduction to Elmore James: Slide Guitar Master (2006)